# Moczyłki Wąskotorowe
Moczyłki – nieczynny przystanek kolei wąskotorowej (Białogardzka Kolej Dojazdowa) w Moczyłkach, w województwie zachodniopomorskim, w Polsce.